# شعيب أبو ركبة

## الموقع
يقع شعيب أبو ركبة ضمن حدود محمية الإمام عبد العزيز بن محمد الملكية، ومن الناحية الإدارية تشكل اراضي حوضه جزء من محافظة رماح في المملكة العربية السعودية. وتبدأ منابع شعيب أبو ركبة عند خط طول 46.883335 درجة شرقا ودائرة عرض 25.215255 درجة شمالاً.

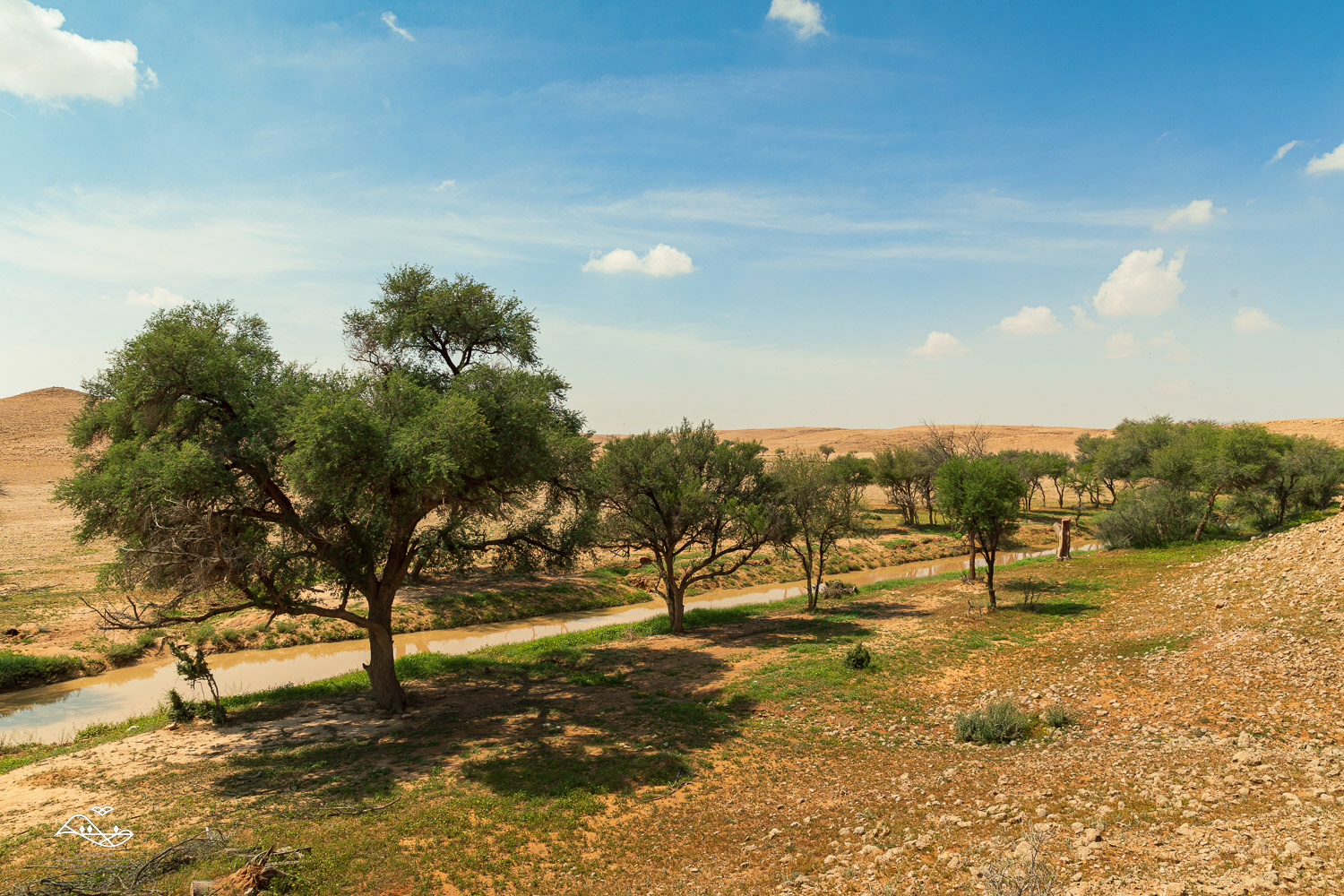

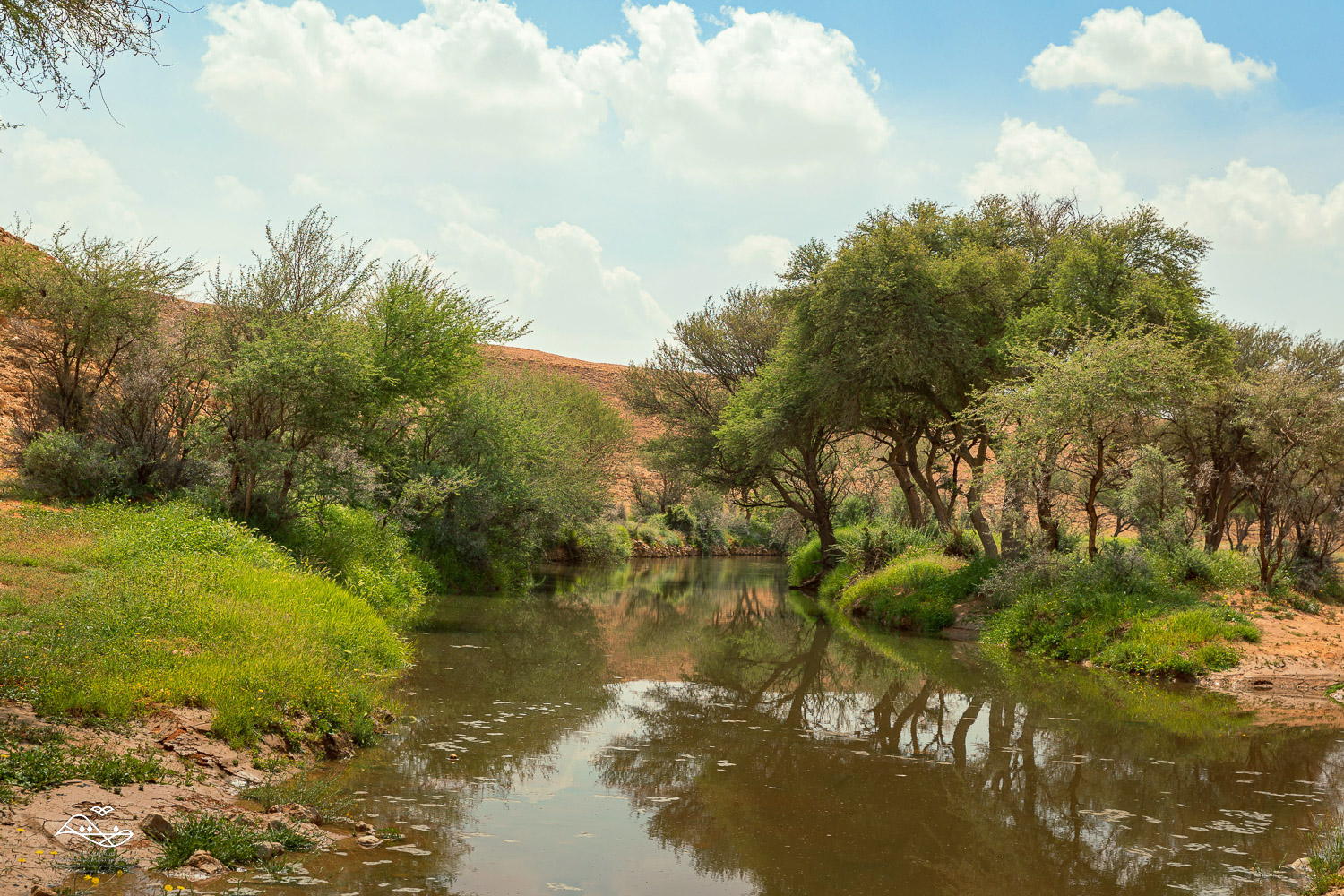

## شعيب أبو ركبة
شعيب أبو ركبة هو أحد الروافد العليا لوادي جريذي، حيث يلتقي به قادما من جهة الجنوب الغربي، ويصرف حوض شعيب أبو ركبة منطقة جغرافية مستطيلة تمتد من الجنوب الغربي إلى الشمال الشرقي، ويحده من الشمال الغربي حوض قري أم رميثة وحوض شعيب أم طليح، وهي من الروافد الجنوبية لوادي جريذي، ويحده من الجنوب الشرقي حوض شعيب الهشيم وهو أيضا من فروع وادي جريذي الجنوبية. ويقع شعيب أبو ركبة ضمن حدود محمية الإمام عبد العزيز بن محمد الملكية، ومن الناحية الإدارية تشكل اراضي حوضه جزء من محافظة رماح في المملكة العربية السعودية. وتبدأ منابع شعيب أبو ركبة عند خط طول 46.883335 درجة شرقا ودائرة عرض 25.215255 درجة شمالا، وذلك من أرض صخرية مرتفعة نسبيا، تقع إلى الشمال الشرقي من خشم البويبية، وخشم البويبية جزء من جال سلسلة جبال العرمة، وتبعد منابع شعيب أم طليح عن جال سلسلة جبال العرمة بمسافة تقارب 3.5كم، وتمثل هذه المنطقة خط تقسيم المياه بين حوض شعيب أبو ركبة وحوض شعيب البويبية المعاكس الذي يعبرجال جبال العرمة متجها نحو الجنوب الغربي.  وبشكل عام يتجه المجرى الرئيسي لشعيب أبو ركبة من الجنوب الغربي نحو الشمال الشرقي، حتى يلتقي مع وادي جريذي عند خط طول 46.978486 درجة شرقا ودائرة عرض 25.311598 درجة شمالا. ويبلغ طول مجراه الرئيسي من منبعه إلى أن يلتقي بوادي جريذي عند غدير أبي حيشة حوالي 18كم. ويظهر من صور قوقل ماب أن حوض شعيب أبو ركبة يتكون من أرض تكثر فيها التلال، وأن روافده لها فروع كثيرة وقصيرة وضيقة نسبيا، ويعطي التقاء مجاري المياه في حوضه نمطا شجريا واضحا، حيث تلتقي الفروع بزوايا حادة، ويتضح من الصور أيضا أن المجرى الرئيسي فيه عدد من الانحناءات والتعرجات، ولكنها ليست شديدة الإنحناء. ويظهر من الصور أيضا أن حوض شعيب أبو ركبة يحتوي على غدران، والتي تعد من مناهل المياه الموسمية في العرمة لأنها تحتفظ بكميات من مياه السيول في مواسم سقوط الأمطار، ويتبين من الصور أيضا أن الشعيب يتضمن أشجار في بطنه وعلى جوانب مجراه، ويلاحظ أن تركزها وكثافتها تزداد بالقرب من غدران المياه الراكدة في مجرى الوادي.